# Golfclub Driene
Golfclub Driene is een Nederlandse golfclub in Hengelo, in de provincie Overijssel. De club werd opgericht in 1993 en gebruikt de oude baan met 9 holes van de Twentsche Golfclub. Het clubhuis is ontworpen door A.K. Beudt. De Twentsche is verhuisd naar een nieuwe 18 holes op landgoed Twickel. 